# بترا نيلسن
بترا نيلسن (بالسويدية: Petra Nielsen)‏ هي مغنية وممثلة سويدية، ولدت في 1 فبراير 1965 بستوكهولم في السويد. من الجوائز التي نالتها القناع الذهبي ‏ سنة 1992.

## جوائز
- القناع الذهبي [الإنجليزية]‏ (1992)

## وصلات خارجية
- بترا نيلسن على موقع IMDb (الإنجليزية)
- بترا نيلسن على موقع ميوزك برينز (الإنجليزية)
- بترا نيلسن على موقع قاعدة بيانات برودواي على الإنترنت (الإنجليزية)
- بترا نيلسن على موقع قاعدة بيانات الفيلم (الإنجليزية)